# Oscar Thomaes
Oscar Thomaes (Gent, 27 februari 1867 - Ronse, 20 juli 1937) was een Belgisch katholiek politicus en industrieel in Ronse. Tijdens de Eerste Wereldoorlog was hij schepen en vervolgens burgemeester. Hij behoorde tot de belangrijkste textielfabrikanten van Ronse en was een promotor van de sociale leer van de Kerk. Hij was ook de stichter van het Syndicat des Apprêteurs, één van de eerste textielwerkgeversorganisaties in België.

## Levensloop
Oscar Charles Camille Thomaes was een zoon van Camille Thomaes (Wannegem-Lede, 1838 - Ronse, 1879) en Marie Thérèse Gevaert (Eine, 1835 - Ronse, 1888). Ze waren in Gent gevestigd, waar ze vooral lichte katoenen doeken produceerden,' katoenette' genaamd, die veel gelijkenis vertoonden met 'siamoise'.
In 1873 kochten ze in Ronse het voormalige klooster van de zwartzusters, waarin de arts Jean Gustave Magherman en zijn broer de advocaat en volksvertegenwoordiger Yves Magherman, in 1856 een weverij en twijnerij hadden opgericht. Camille Thomaes bouwde hier een afwerkingsbedrijf uit, door zijn weduwe later aangevuld met een ververij..
De vroegtijdige dood van Oscars vader in 1879 en de dood van zijn moeder in 1888 dwongen hem ertoe zijn studies te onderbreken en de leiding van het bedrijf over te nemen, onder de naam Veuve Thomaes-Gevaert Camille et Enfants. In 1911 kocht Oscar Thomaes alle aandelen die nog aan zijn broers en zussen behoorden.
Hij trouwde met Euphrasie Wienar (Ronse, 1871 - Ronse, 1966). In mei 1893 doopte hij de onderneming om tot Oscar Thomaes-Wienar. Hij gaf er aanzienlijke uitbreiding aan, niet zonder moeilijkheden, want in juni 1893 was de fabriek slachtoffer van een aanzienlijke brand. De verliezen, gedekt door de verzekering, waren enorm. Ongeveer honderd arbeiders kwamen door de brand zonder werk te zitten. Pas was de fabriek weer grotendeels hersteld, of tot overmaat van ramp brachten slechte weersomstandigheden schade aan.
De onderneming kreeg ook te maken met sociale onrust en stakingen, maar Oscar Thomaes leek deze goed te kunnen beheersen.
Thomaes nam deel aan het zogenaamde mirakel van Ronse, stad met een ongunstige geografische ligging, zonder voldoende verbindingen en zonder natuurlijke rijkdommen, die vanaf het laatste kwart van de negentiende eeuw en door de wil van de inwoners een van de belangrijkste textielcentra van het land werd.. Voor de firma Oscar Thomaes werd de uitvoer van haar afgewerkte producten, met name naar Frankrijk, een belangrijke markt.
Een element dat het 'wonder' onder meer bij het bedrijf Thomaes verklaarde, lag in de technische vooruitgang. Thomaes was een van de allereerste klanten van deze gedurfde Franse uitvinder en fabrikant, om zich een continue hydraulische druk-warmtepers te kopen. Hij was zeer attent voor alle aspecten van de technische vooruitgang. Onder de indruk van de Freedom Trucks van het Amerikaanse leger, die door verschillende Amerikaanse fabrikanten werden geproduceerd, schreef hij in 1919 naar de firma Garford in Lima, Ohio, om informatie in te winnen over de aankoopvoorwaarden. Deze Garfordtrucks stonden bekend als de zuinigste in gebruik: Low Cost Ton – Mile was de slogan van het bedrijf Garford. Vóór de Eerste Wereldoorlog had zijn verf- en appreteerbedrijf reeds 141 mannen, een vrouw en tien kinderen tussen 14 en 16 jaar in dienst. Aan het eind van de Eerste Wereldoorlog had het bedrijf nog maar 15 mensen in dienst, maar het breidde weer uit. Thomaes bleef voorzitter van de raad van bestuur tot aan zijn dood in 1937.
In 1923 richtte Oscar Thomaes de SA Teintureries Belges op. Deze nieuwe onderneming was vernieuwend en visionair voor Ronse. Ze deed beroep op vreemd kapitaal en kapitaalallianties met industriële groepen met gelijkaardige activiteiten, in tegenstelling tot de grote meerderheid van de Ronse textielbedrijven, die zich uitsluitend ontwikkelden met familiaal kapitaal en eigen financiële middelen. In 1922 kocht Oscar Thomaes het grote industriële complex van Jacques Van Ex-Toelen in de Wolvestraat. Deze was er sinds 1911 gevestigd. Tijdens de Grote Oorlog vorderden de Duitsers de Van Ex-Toelenfabriek op als kazerne, die de naam Herzog Albrecht Kazerne kreeg. De Duitsers richtten een manege met stallen in, terwijl de uitrusting en het gereedschap werden vernietigd. Na de aankoop van deze verlaten gebouwen, bundelde Oscar Thomaes zijn krachten met de vroegere Etablissements Alsberge & Van Oost (AVO) uit Gent en de Blanchisserie & Teinturerie de Thaon (BTT) uit de Vogezen om het nieuwe bedrijf op te richten. De inspanningen van deze onderneming resulteerden in de afwerking van nieuwe artikelen, waarvan de productie tot dan toe in het buitenland had plaatsgevonden.  Het bedrijf was een van de grootste werkgevers in Ronse na de Tweede Wereldoorlog. Het bedrijf ging failliet aan het eind van de jaren zeventig. In het begin van de jaren negentig werd de fabriek overgenomen door De Leie NV (1992) en vervolgens door De Nieuwe Leie (1994). Eind 2000 heeft de laatste exploitant, Flotex NV, de productie van gevlokte textielproducten stopgezet als gevolg van een catastrofale overstroming van de rivier de Molenbeek in Ronse. De site en de gebouwen werden in december 2002 eigendom van de stad Ronse, om er het cultureel centrum De Ververij van te maken.
Oscar Thomaes was ook voorzitter van L'Audenardaise, opgericht in Bevere (Oudenaarde) in 1919, en van La Lainière de l'Escaut in Leupegem, opgericht in 1923.
Na de dood van Oscar Thomaes zetten eerst zijn vrouw en vervolgens zijn kinderen en kleinkinderen de Établissements Oscar Thomaes verder, totdat het bedrijf begin jaren zeventig in liquidatie ging, als slachtoffer van de Europese textielcrisis, en uiteindelijk in 1992 werd opgeheven. Dit ververij- en veredelingsbedrijf werkte hoofdzakelijk op contractbasis (maaklooncontract). In de jaren zestig werden de grote Ronsese textielbedrijven geconfronteerd met de concurrentie van goedkope textielproducten die in de opkomende landen in Azië werden geproduceerd.
Daarnaast was Oscar Thomaes de promotor van het in 1910 opgerichte Syndicat des Apprêteurs, een van de allereerste werkgeversorganisaties in de Belgische textielindustrie. De textielbereiders in de stad bevonden zich voordien op voet van oorlog.
In 1921 was hij ook de initiatiefnemer van de coöperatieve vereniging L'Union des Sinistrés de Renaix et Environs, Société coopérative pour Dommages de Guerre, die tot doel had de formaliteiten te vergemakkelijken waarin de wetgeving inzake oorlogsschade voorzag, over te gaan tot de aan- en verkoop van industriële machines, enz., zodat de industriële ontwikkeling van de stad Ronse kon worden hervat.
Daarnaast was Oscar Thomaes zeer bezorgd over de waterproblematiek, aangezien Ronse oorspronkelijk zeer weinig drink- en industriewater had en verschillende oplossingen werden overwogen. De Kamer van Koophandel van Ronse, waarvan hij lid was, had eerst gehoopt de kwestie van de bevoorrading van de stad met industriewater op te lossen door middel van een kanaal van twaalf kilometer van Ronse naar de Schelde. Dit kanaal zou ook het grote voordeel hebben gehad dat het de stad verbond met het Europese netwerk van waterwegen en zo het vervoer van zware goederen tegen lage kosten mogelijk maakte, met name steenkool om de vele stoommachines van de weverijen en spinnerijen enz. aan te drijven, maar ook om deze fabrieken van water te voorzien. In 1905 werd door de Kamer van Koophandel van Ronse een petitie ingediend bij de Kamer van volksvertegenwoordigers en ondertekend door de katholieke burgemeester van Ronse, Oswald Ponette, en door de burgemeesters van de omringende gemeenten over het geplande tracé van het toekomstige kanaal. Om budgettaire redenen is het project nooit van de grond gekomen, hoewel de haalbaarheid ervan was aangetoond en het in 1920 nog een laatste keer in de Kamer van Volksvertegenwoordigers ter sprake werd gebracht.
Aangezien de beschikbaarheid van industrieel water voor een ververij van levensbelang is, heeft Oscar Thomaes zich bijzonder ingespannen om de stad Ronse van water te voorzien uit artesische putten die in een aan Ronse grenzend dorp werden geboord. Dit was het resultaat van hardnekkige pogingen om putten te boren. Oscar Thomaes was lid van de “Société de géologie” sinds 1898. Aan de vooravond van de Eerste Wereldoorlog maakten de specialisten zich echter grote zorgen over de watervoorziening van de stad met het oog op haar toekomstige ontwikkeling. Zoals burgemeester en historicus van Ronse Oscar Delghust opmerkt in zijn boek Ronse door de eeuwen heen,: "Het is pas na het graven van de artesische putten in Dergneau door wijlen Oscar Thomaes dat de stad Ronse over voldoende drink- en industriewater beschikte."

## Politieke activiteiten
Oscar Thomaes was een katholiek politicus. In 1900 was hij lid van het Bureel van Weldadigheid van de stad Ronse. Op 25 oktober 1907 werd hij gemeenteraadslid, als opvolger van Aimé Delhaye en dit tot 15 oktober 1911. Bij de verkiezingen van oktober 1911 behaalde hij het op een na hoogste aantal stemmen. Hij werd schepen van Ronse van 1912 tot 8 januari 1927. Hoewel behorende tot de Franstalige industriële bourgeoisie, was hij zeer gevoelig voor de taalgelijkheid in Ronse - een Vlaamse stad aan de taalgrens, waar het Nederlands buitenspel werd gezet door een bijna eentalig Franstalig gemeentebestuur. Zo nam hij deel aan de Vlaamse betogingen van 11 juli 1910 in Ronse. Enkele maanden later, na de gemeenteraadsverkiezingen van 15 oktober 1911, werd hij schepen. Hij kwam voor de taalrechten van de Nederlandstalige inwoners van Ronse en onder meer bekwam hij dat alle gemeentelijke verordeningen in beide talen werden gepubliceerd.
In 1918 stemde hij, onder druk van de Duitse bezetter, toe om de wettige burgemeester, dokter Oscar Delghust, die op 22 februari van dat jaar was afgezet, te vervangen. Net voor de Wapenstilstand van 1918, op 27 oktober 1918 werd hij gearresteerd omdat de bevolking van Ronse passief verzet vertoonde en de bevelen van de Duitse bezetter niet opvolgde.
Bij de verkiezingen van 1921 behaalde hij het grootste aantal stemmen voor de katholieke lijst. De katholieke partij had zich gesplitst tussen de door Leo Vindevogel opgerichte Katholieke Vlaamse Volkspartij en de Patria of traditionele katholieke partij, waar de industriëlen van Ronse bij te vinden waren. Voor de parlementsverkiezingen van 1925 werd door de nationale leiding een compromis bereikt. Bij de gemeenteraadsverkiezingen van 1926 bleken de tegenstellingen onoverbrugbaar en twee lijsten werden ingediend. Een meerderheidscoalitie werd gevormd tussen de Belgische Werkliedenpartij en de lijst-Vindevogel. De advocaat en socialistische politicus Eugène Soudan werd burgemeester en bleef dat tot in 1958 (behalve tijdens de oorlog, toen Leo Vindevogel benoemd was van 1 januari 1941 tot de bevrijding van Ronse op 3 september 1944). Oscar Thomaes bleef bij de Patria, dat hij had helpen oprichten. Hij trok zich terug uit het actieve politieke leven aan het einde van zijn ambtstermijn als schepen op 8 januari 1927 en was geen gemeenteraadslid meer.

## Sociale en onderwijsactiviteiten
Oscar Thomaes was als werkgever doordrongen van de katholieke sociale leer. In 1903 was hij reeds voorzitter van een mutualiteit in Ronse. Samen met andere industriëlen ijverde hij, naast andere initiatieven en ingevolge de aanbevelingen van het katholiek congres van Mechelen in september 1909, voor de oprichting van een pensioenfonds voor de arbeiders. Terwijl dit fonds sinds 1909 werd gefinancierd met een premie van 10% op de door de arbeiders gestorte bedragen, verhoogde Oscar Thomaes zijn bijdrage vanaf 1911 tot 20%.
De vrijgevige Oscar Thomaes besteedde een aanzienlijk deel van zijn vermogen aan goede werken. Zo werd in Ronse door katholieke kringen een coöperatieve vennootschap opgericht, de Caisse d'épargne et de prêts St-Ambroise, met zetel in de Peperstraat nr. 10. Dit was een spaarkas waaraan de arbeiders van Ronse hun bescheiden spaargeld toevertrouwden. Met het aldus bijeengebrachte geld werden in hoofdzaak leningen voor sociale huisvesting verstrekt aan bescheiden Ronsese gezinnen. Als gevolg van de economische crisis van de jaren 1930, kwam de Caisse Saint-Ambroise in grote financiële moeilijkheden en werd  geliquideerd. De aankondiging van deze ramp veroorzaakte een groot trauma in Ronse: bescheiden gezinnen zouden hun spaargeld verliezen. Oscar Thomaes, Paul Cambier, Adrien Bruggeman, Henri Lagache en Omer Delhaye, allen notabelen uit Ronse, stelden zich echter borg voor de "Caisse" en voor het tekort dat acht miljoen Belgische frank bedroeg.
Oscar Thomaes was begaan met de morele verheffing van de arbeiders en werkte in 1911 mee aan de oprichting van de Ronsese afdeling van het Davidsfonds, waarvan hij erevoorzitter werd. Een van de eerste besluiten van de bestuurders was de oprichting van een bibliotheek met Nederlandstalige boeken.
Hij behoorde tot de meest actieve stichters van de Beroepsschool Sint-Ambrosius in Ronse. Het bijzondere van deze vakschool, was dat de jonge leerlingen zich buiten hun werktijd vertrouwd konden maken met alle technische kennis die nodig was om hun vak of kunst te begrijpen, en waar de kinderen van de textielwerkgevers ook - en in een geest van sociale vermenging - net als hun medeleerlingen die al in het beroepsleven stonden, een opleiding konden volgen in de technische aard van het textielvak, zodat zij de hardheid, de beperkingen maar ook alle mogelijkheden van de fabrieken van de Ronsese textielindustrie goed konden begrijpen.

## Pluimvee- en tuinbouw
Pragmatisch in zijn inspanningen voor de morele en geestelijke verheffing van de arbeiders, geloofde Oscar Thomaes dat dit alleen met succes kon worden ondernomen als ook in de primaire behoeften, in hoofdzaak voedsel, werd voorzien. Zo wilde hij, denkend aan de traditie van de mythische kip van koning Henri IV, het fokken van pluimvee ontwikkelen, waarvan de bevordering - zo dacht hij - het lot van de meest achtergestelde klassen zou verbeteren. Eén kippenras was bijzonder veelbelovend in Ronse, het Brakelse ras, al eeuwenlang aanwezig. Terwijl zijn activiteiten als industrieel en politicus hem in beslag namen, richtte hij zijn "Villa des Poulets" in, een boerderij op enkele kilometers van het centrum van de stad.
Toen hij meende zijn doel bereikt te hebben, ook al verloor hij nooit helemaal zijn belangstelling voor het pluimvee, wilde hij schoonheid in de wereld brengen door in Ronse een rozentuin aan te leggen met enkele duizenden rozenstruiken en door orchideeën te kweken, waarvoor hij tot het einde van zijn leven hartstochtelijk was.

## Inzet voor cultuur
Met het doel muzikale cultuur onder de massa's te Ronse te brengen werden in de 19e eeuw muziekverenigingen opgericht. Ze waren zuilgebonden: katholiek, liberaal, socialist. De belangrijkste was de katholieke Royale Fanfare. Oscar Thomaes was voorzitter van 1919 tot aan zijn dood.
In 1892 werd hij lid van de Ronsese Gilde Saint-Hermès, waarvan hij van 1920 tot 1937 de hoofdman was.
Thomaes bekommerde zich ook om het bouwkundig erfgoed. Hij had bijzondere belangstelling voor de zeldzame achthoekige toren van de voormalige Sint-Martinuskerk, die door de stad Ronse gered werd, terwijl het schip van de kerk omgevormd werd tot bioscoop, timmermanswerkplaats of garage, alvorens in 2015 gerestaureerd te worden om dienst te doen als culinaire en commerciële galerij. Hij verwierf ook in 1927 de voormalige kasteelhoeve Ter Donckt, de zetel van de vroegere heerlijkheid Ter Donck. De oudste delen van het gebouw dateren uit de 13e eeuw. Het gebouw werd geërfd door zijn dochter Marita, en later door een van zijn kleinzonen, die het in 2017 verkocht, en het ondergaat nu een uitgebreide restauratie.

## Levenseinde
Oscar Thomaes overleed in 1937 na een lange ziekte. Zijn dood veroorzaakte opschudding in de plaatselijke publieke opinie en werd uitgebreid in de pers gememoreerd.

## Eerbetoon
Een straat in Ronse is naar hem genoemd.
Hij was ridder in de Leopoldsorde en ridder in de Kroonorde. 
Zijn echtgenote Euphrasie Thomaes-Wienar, die sterk betrokken was bij de firma Oscar Thomaes, was officier in de Orde van Leopold II.

## Familie en gezin
De eerste bekende voorvader van de familie Thomaes is Marcus Thomaes of Thomas, geboren in de eerste helft van de 16e eeuw. Zijn zoon Paulus of Pauwel Thomaes werd geboren rond 1570 en trouwde met Maria Ziels uit Nokere. Ze gingen wonen in Huise.
Oscar Thomaes en zijn vrouw Euphrasie Wienar hadden vier kinderen, geboren in Ronse.
- In 1894 werd een dochter geboren, Eva Thomaes, die stierf toen zij drie maanden oud was.
- Georges Thomaes (1896-1940), die een van de 107 vroege oorlogsvrijwilligers van Ronse was op 4 augustus 1914.[41] Hij was pas achttien jaar oud en beleefde vier jaar hel in de loopgraven. Hij kreeg acht frontstrepen en raakte ernstig gewond aan het hoofd tijdens een aanval.[42][43] Hij stierf, ongehuwd, in Ronse, na een confrontatie met Duitse officieren die op 21 mei 1940 een auto van de fabriek van de familie vorderden.
- Marita Thomaes (1898-1968), eerste echtgenote van Joseph De Buysscher en tweede echtgenote van Edmond Ronse, advocaat, CVP-senator en minister.[44]. De oudste dochter uit het eerste huwelijk van Marita Thomaes trouwde met ridder André Schlim (1926 - 1999), viceadmiraal en stafchef van de Belgische Zeemacht.
- Oscar Thomaes de jongere (1902-1974), die het familiebedrijf voortzette en trouwde met Elisabeth Cambier, dochter van de Ronsese industrieel Léon-Florent Cambier. Hij moest het hoofd bieden aan de nazi-opeisingen[45] in 1944. Een van zijn zonen, Xavier Thomaes (Ronse 1926-2013), was verzetsstrijder.[46] Drie van zijn zonen werden beroemd op het gebied van de gastronomie in het Château du Mylord.

## Voetnoten
1. ↑  Wegwijzer der stad Gent 1870: « Thomaes-Gevaert C., katoenettefab., Drongenhof 3, fabriek Tichelrei 2 en ook  Wegwijzer der stad Gent 1873: « Thomaes-Gevaert C., katoenettefab., Statiestraat 38 ».
2. ↑  Dr. Oscar Delghust, Le Béguinage et le Couvent des Sœurs Noires, Ronse, 1943, blz 39 en 40.
3. ↑  De familie Waignart, waarvan de naam werd gewijzigd in Wienar bij de instelling van de moderne burgerlijke stand in 1795, stamde af van Anthoine Waignart, een koetsenbouwer en wagenmaker van Artesische origine, die zich op het einde van de 16de eeuw in Ronse had gevestigd.
4. ↑  Le Peuple, 28 juni 1893 schreef (vertaling): Een fabriek in brand. Zondag, omstreeks vier uur in de namiddag, brak brand uit in het etablissement van de heren Thomaes Broers en Zusters, te Ronse. In een oogwenk vlogen de gebouwen in brand. Door de extreme droogte en brandbaarheid van de materialen vatte alles in één keer vlam. Het spektakel dat dit immense inferno opleverde was ontstellend, en de opwinding nam nog toe toen het gevaar voor de naburige huizen, met name van de bank van Magherman Gebroeders, duidelijk werd. Onder leiding van majoor Dopchie werden onmiddellijk hulpacties georganiseerd en ondanks het tekort aan water en de slechte staat van de uitrusting kon het vuur worden bedwongen.
5. ↑  Het Laatste Nieuws, 15 juli 1895, blz. 4, maakt melding van een andere brand die snel door het fabriekspersoneel werd bedwongen.
6. ↑  Le Patriote, 14 november 1894 (vertaling): In Ronse. De orkaan veroorzaakte aanzienlijke schade in Ronse en omgeving. Aan de Oude Vesten werd een solide gebouw omvergeworpen en van boven tot onder vernield; een deel van het dak van de Sint-Hermeskerk werd weggevaagd; de schoorsteen van de Thomaes-fabriek bood ondanks zijn sterke helling weerstand, maar de wind verdraaide als stro zijn zware ijzeren kruin, enkele meters hoog, en legde hem op het gebouw.
7. ↑  Het Nieuws van den Dag, 16 mei 1900: De werkstakingen in België. Te Ronse. Maandagmorgen hebben de werklieden den arbeid hernomen in de volgende fabrieken: Thomaes broeders en zusters, Zonnestraat; Verlinden, Kruisstraat; Cossyns gebroeders, Jan van Nassaustraat. De weverijen liggen nog allen stil. Maandagmorgen begaven zich een groep werkstakers naar de fabriek Thomaes om de werklieden te beletten den arbeid te hernemen; na met de bazen gesproken te hebben, zijn zij vertrokken. (…). Het Nieuws van den Dag, 17 mei 1900: (...) Hetzelfde gebeurde bij MM. Thomaes, broeders en zusters, verwers en gereedmakers, Martelarenplaats. De 60 verwers die deze fabriek verlaten hadden, zijn teruggekomen; de 30 gereedmakers zijn nog in staking
8. ↑  Marleen Heyse en Guy Gadeyne, Textiel te Ronse 1800-1940. Een menselijk mirakel, Ronse, 1984.
9. ↑  Le Vingtième Siècle, 17 mei 1913, (vertaling) Op de Gentse tentoonstelling. Het bezoek van de koning aan het Koloniale Paviljoen en de Textiel Tentoonstelling. De Koning op de afdeling Textielindustrie en Kleding. Een andere oude Ronsese firma, O. Thomaes, industrieel en schepen van de stad, nam ook aan de ververijtentoonstelling deel. Het bedrijf is opgericht in 1870 en is al meer dan veertig jaar actief, zowel in binnen- als buitenland. Het staat in Parijs al meer dan dertig jaar bekend om de kwaliteit van zijn werk en de voortreffelijkheid van zijn producten. Er werken meer dan 150 arbeiders en naast het bleken en verven van stoffen, wol, katoen, verschillende zijdesoorten, linnen en jute, in het algemeen alle textiel, heeft het zich gespecialiseerd in het verven van extra stevige kaki. De vorst was geïnteresseerd in de deelname van de firma Thomaes.
10. ↑  In de Catalogus van 1889 getiteld Construction Générale de Machines & Appareils pour le traitement et l'apprêt des tissus, Industrie de la laine et de ses dérivés, Fernand Dehaitre, constructeur mécanicien, 6 rue d'Oran, Paris, tome II, blz 108 en blz 119 van de Parijse fabrikant-mechaniek Fernand Dehaitre, onder de zeer weinige Belgische kopers van de machine voor de afwerking van weefsels, de « Veuve Thomaes, te Ronse (België).
11. ↑  The Motor Truck, The National Authority of Power Haulage, Volume 10, 1919, blz. 88: The Garford Motor Truck Co., Lima, O., has received this letter from Oscar Thomas (sic), alderman of public works at Ronse, Belgium : "When the armies which came to the rescue of our country passed I noticed some automobile trucks built by your factory. As I am interested in the purchase of such a truck, kindly send me your catalogue and terms".
12. ↑  Marie-Thérèse Vanbutsele, L’industrie textile à Renaix de 1900 à 1940, L’activité des entreprises renaisiennes en 1916, Annalen van Ronse (GOKRTI) 1976, blz 5 tot 162.
13. ↑  Marleen Heyse et Guido Gadeyne, Textiel te Ronse, 1800 – 1940, Een menselijk mirakel, Madala Editions, 1984, blz 20.
14. ↑  1830- 1930 Livre d'Or du Centenaire de l'Indépendance Belge, Brussel - Antwerpen, 1931, blz. 417 en 418
15. ↑  Vennootschap opgericht bij akte verleden voor Meester Emile Vander Meersch, notaris te Oudenaarde, op 24 november 1919, bijlagen Belgisch Staatsblad van 22-23 december 1919, akte 11254, blz. 3263 en volgende
16. ↑  Nationale Bank van België, Balanscentrale, Etablissements Oscar Thomaes, ondernemingsnummer 0400.253.078, vereffening gesloten op 26 december 1992.
17. ↑  Ginette Kurgan (Dir.), op. cit., blz 580.
18. ↑  Bijlage bij het Belgisch Staatsblad van 2 maart 1921, blz. 1863 tot 1867.
19. ↑  Het petitieverzoek werd aan de Kamer voorgelegd tijdens de zitting van 29 november 1905.
20. ↑  F. Halet, C. Malaise, Bulletin de la société belge de géologie, de paléontologie et d'hydrologie, Le puits artésien de l'usine Thomaes à Renaix, Tome XXIV, 1910, blz 124 tot 127, et F. Halet, (idem, vervolg), Tome XXV, 1911, blz 233 tot 235.
21. ↑  Bulletin van de Société belge de géologie, jaargang 47, 1937, blz. 403. Zie over al deze boorpogingen, F. Halet, Les puits artésiens de la ville de Renaix, in Bulletin de la société belge de géologie, de paléontologie et d'hydrologie, Brussel, XXVII, 1913, blz. 135 tot 168, met een kaart van de stad Ronse waarop de Ronsese bedrijven en de plaatsen waar putten zijn gegraven, zijn gelokaliseerd.
22. ↑  Zie F. Halet, geciteerd werk, 1913, in conclusie op blz. 168: (Vertaling) "Uit deze overwegingen blijkt dat de stad Ronse zich, wat haar toekomstige industriële watervoorziening betreft, in een vrij precaire situatie bevindt. Het is dus volstrekt zinloos te rekenen op nieuwe ondergrondse watervoorraden: de bodem kan niet meer leveren. De reserves zijn al ernstig uitgeput. De huidige remedie ligt in decentralisatie, d.w.z. in het uit elkaar plaatsen van fabrieken buiten de stad, om ze zo ver mogelijk van elkaar te scheiden en zo de invloedzone van het pompen te verkleinen. De toekomstige remedie is het creëren van een industriële watervoorziening door het aanvoeren van water uit meer begunstigde regio's”.
23. ↑  herdruk van de edities 1936 en 1948, Éditions Culture et Civilisation, Brussel, 1975, tweede deel, blz. 134
24. ↑  Dubbele Wegwijzer der Stad Gent en der Provincie Oost-Vlaanderen voor het jaar 1900, 38e jaargang, Gent, drukkerij Eug. Vander Haeghen, blz 296
25. ↑  Pieter Willequet, Het politiseringproces te Ronse 1830 - 1921, in: Annalen van Ronse, jaargang LXIII, 2014, blz. 256 en 257.
26. ↑  Luc Dejonghe, Ronse, Vlaams schiereiland. Kroniek van een taalstrijd, Marnixring Ronse-Taalgrens, 1986, blz 46.
27. ↑  Gaston Van der Merckt, Le Grand Tour de St.-Hermès (Fiertel de St.-Hermès) pendant la guerre 1914-1918, in Annalen van Ronse (GOKRTI), XXVI, 1977, blz 73
28. ↑  Emmanuël De Gand, Sur la guerre en Belgique de 1914 à 1918, Ronse, Leherte-Courtin, s.d., blz 291.
29. ↑  Dr. Oscar Delghust, Liste des Magistrats communaux de la Ville de Renaix (1300 - 1951), 1951, Imprimerie Marc Spiers, Ronse, blz 53 en 54.
30. ↑  Recueil des actes des sociétés mutualistes: statuten en besluiten, 1904, met vermelding van Oscar Thomaes als voorzitter van de onderlinge maatschappij.
31. ↑  Marc Declercq, Leo Vindevogel en de Christen Volksbond te Ronse tot 1914, in Annalen van Ronse (GOKRTI), LVI, 2007, blz 77 tot 230, en in het bijzonder blz168.
32. ↑  Guy Gadeyne, Ronse, 1796-1982, kroniek van een eigenzinnige stad, in Annalen van Ronse (GOKRTI, tome LXIX, 2020
33. ↑  Jan Mores, Ecole professionnelle de tissage annexée au Collège St-Antoine de Padoue, Annalen van Ronse, tome LVI, 2007, blz 231 tot 258
34. ↑  Edward Brown, Report on the Poultry Industry in Belgium, 1910, 112 blz, en in het bijzonder blz 32 en 100
35. ↑  The Orchid Review, Volumes 45 and 46, 1938, blz. 23, met vermelding van een Black Cypripedium van Oscar Thomaes
36. ↑  Luc Vandevelde, De Koninklijke Fanfare – Société Royale de Fanfares (1849 – 1940), in Annalen van Ronse (GOKRTI), XXXIX, 1985, blz 145 tot 187, en in het bijzonder blz 169 tot 173.
37. ↑  René Vandevelde, L’Antique Gilde « Confraternitas Sancti Hermetis » et ses Chefs-Hommes, in: Annalen van Ronse (GOKRTI), XXII, 1973, blz 81 tot 101.
38. ↑  Paul Van de Vyvere, Sur la restauration de la Tour de l’ancienne Eglise Saint-Martin. Rapport présenté à la Commission des travaux publics à la demande de M. Oscar Thomaes, échevin des travaux publics, Renaix, s.d., 8 blz.
39. ↑  Christophe Deschaumes, Kasteelhoeve Ter Donckt, te Berchem (Kluisbergen), in: Annalen van Ronse (GOKRTI), jaargang LI, 2002, blz. 129-161
40. ↑  Zie het werk van historicus en archivaris Raf van der Donckt, onder de volgende link: .
41. ↑  Gaston Vande Merckt, Les horreurs de la guerre 1914 - 1918. Nos Renaisiens dans la tourmente diabolique, Annalen van Ronse (GOKRTI), deel XXXVI, 1987, blz. 203, en Lucien Wannyn, Ronse, een stad in de oorlog 1914 - 1918, Annalen van Ronse (GOKRTI), deel XXXVII, 1988, blz. 97
42. ↑  Paul Thomaes, Met slijk tot aan het lijf, onder het vuur der Duitsche mitraille, in: Jaarboek 2005 Hultheim, blz. 134-181 en vooral blz. 168, uit de oorlogsdagboeken van een achterneef van Georges, Charles Thomaes, geboren te Wannegem-Lede in 1895, gesneuveld op 18 oktober 1918 in Hertsberge/Waardamme, die noteert dat Georges 's morgens tijdens de aanval op 28 september 1918 gewond raakte, de eerste dag van het Bevrijdingsoffensief, één van de glorieuze dagen in de geschiedenis van het Belgische leger.
43. ↑  Kolonel B.E.M. e.r. Marcel Weemaes, Van de IJzer tot Brussel. Bevrijdingsoffensief van het Belgische leger. 28 september 1918, P. François, Brussel, 1969, blz. 108
44. ↑  Tony Valcke (éd.),Edmond Ronse, in: De fonteinen van de Oranjeberg: politiek-institutionele geschiedenis van de provincie Oost-Vlaanderen van 1830 tot nu, deel 4, Story-Scientia, Gent, 2003, blz 136
45. ↑  Stefan Martens & Sebastian Remus, Frankreich und Belgien unter deutscher Besatzung, 1940- 1944, J. Thorbecke, 2002, 761 blz, en in het bijzonder blz 575
46. ↑  Noël Deconinck, Le Renaisis pendant la seconde guerre mondiale, 1980, blz 305.